# David Brown (musicien)
Pour les articles homonymes, voir David Brown et Brown.
David Brown (15 février 1947 - 4 septembre 2000) était un musicien américain. Il a été le premier bassiste du groupe Santana de 1966 à 1971, puis de 1974 à 1976.
Il a grandi à Daly City, en Californie.
Brown a joué à Santana à Woodstock et à Altamont en 1969 et sur les trois premiers albums studio du groupe avant de partir après le concert "Closing of the Fillmore West" le 4 juillet 1971. En 1974, il rejoint le groupe pour l'album Borboletta et reste avec le groupe pour la suite Amigos avant de repartir au printemps 1976.
Lors des jam sessions du mardi du Fillmore West à la fin des années 1960 et au début des années 1970, Brown sélectionnait souvent le personnel pour les sessions et y participait également. Les soirées du mardi étaient toujours pleines en raison du faible droit d'entrée1 $. Il n'y avait pas de sièges et l'éclairage était faible. Si David avait besoin de quelqu'un pour jouer d'un instrument particulier, il cherchait dans la foule et la première personne qu'il rencontrait et qu'il savait capable de jouer, était invitée à jammer.
En 1998, Brown a été intronisé au Rock and Roll Hall of Fame en tant que membre de Santana.
Il a également joué avec le Mark Castro Band au début des années 1990.
Il est décédé le 4 septembre 2000, d'une insuffisance hépatique et rénale.

## Référence et note
- (en) Cet article est partiellement ou en totalité issu de l’article de Wikipédia en anglais intitulé « David Brown (American musician) » (voir la liste des auteurs).